# 오드리 로드
오드리 로드(Audre Lorde, 1934년 2월 18일 ~ 1992년 11월 17일)는 미국의 작가, 철학자, 페미니스트, 시인, 민권운동가이다.
로드는 자신을 "흑인 레즈비언 페미니스트, 사회주의자, 어머니, 전사이자 시인"으로 서술하였으며, 다양한 형태의 부정의에 대항하는 것에 헌신하며 "자식 세대의 해방과 그들이 일할 수 있는 미래를 목표로 공유하는 사람들" 간에 "억압의 층위는 존재할 수 없다"라고 주장했다. 여성주의 언론인 《키친 테이블》(Kitchen Table: Women of Color Press)을 창립하였으며 시집 《블랙 유니콘》(The Black Unicorn, 1978), 운문집 《자미》(Zami: A New Spelling of My Name, 1983) 등을 출간했다.
로드는 1934년 뉴욕시의 캐리비안 이민자 가정에서 태어났다. 본명은 오드리 제럴딘 로드(Audrey Geraldine Lorde)이다. 1954년 멕시코 국립 자치 대학교에서 수학하고 돌아와 1959년 헌터 칼리지를 졸업했다. 사서로 근무하며 그리니치빌리지의 성소수자 문화에 능동적으로 참여했으며, 1961년 컬럼비아 대학교에서 문헌정보학으로 석사학위를 받았다. 리먼 칼리지, 존 제이 칼리지 등에서 강의하였으며 1984년 베를린 자유 대학교 객원교수로 서독을 오갔다.

## 저서
- Coal (1976)
- The Black Unicorn (1978)
  - 《블랙 유니콘》. 번역 송섬별. 움직씨. 2020년 9월 28일. ISBN 9791190539067.
- The Cancer Journals (1980)
- Zami: A New Spelling of My Name (1983)
  - 《자미: 내 이름의 새로운 철자》. 번역 송섬별. 디플롯. 2023년 1월 25일. ISBN 9791197918179.
- Sister Outsider: Essays and Speeches (1984)
  - 《시스터 아웃사이더》. 번역 주해연; 박미선. 후마니타스. 2018년 8월 13일. ISBN 9788964373118.
- I Am Your Sister: Collected and Unpublished Writings of Audre Lorde (2009, 사후 출간)
  - 《나는 당신의 자매입니다》. 번역 박미선; 이향미. 오월의봄. 2025년 1월. ISBN 9791168731363.

## 같이 보기
- 흑인 여성주의
- 상호교차성